# Myllaena infuscata
Myllaena infuscata – gatunek chrząszcza z rodziny kusakowatych i podrodziny rydzenic.

## Taksonomia
Gatunek ten opisany został po raz pierwszy w 1853 roku przez Ernsta Gustava Kraatza.

## Morfologia
Chrząszcz o wydłużonym, łódkowatym w zarysie ciele długości od 1,3 do 1,5 mm. Wierzch ciała gęsto porastają jedwabiście połyskujące włoski oraz gęsto rzeźbią bardzo drobne punkty. Głowa jest ciemnobrązowa z żółtobrązowymi, niezgrubiałymi ku szczytom czułkami. Człony w środkowej części czułków nie są wyraźnie dłuższe niż szerokie. Przedplecze jest brązowe, znacznie szersze od głowy, najszersze pośrodku lub nieco za środkiem długości, nie tylko ku przodowi, ale także ku tyłowi wyraźnie zwężone. Owłosienie na jego powierzchni kieruje się prosto ku tyłowi. Pokrywy są brązowe, wyraźnie krótsze od przedplecza. Kolor odnóży jest brązowożółty. Odwłok zwęża się silnie od nasady ku tyłowi. Ubarwienie ma smoliście brązowe z jaśniejszym wierzchołkiem, a powierzchnię zwykle nieco bardziej połyskującą niż u M. gracilis i M. minuta.

## Ekologia i występowanie
Owad silnie wilgociolubny, zasiedlający torfowiska, podmokłe lasy liściaste, wilgotne łąki i polne rowy melioracyjne. Bytuje wśród mchów i detrytusu, a zimę zdarza mu się spędzać w kretowiskach. Osobniki dorosłe spotyka się od września do maja.
Gatunek holarktyczny. W Europie znany jest z Portugalii, Hiszpanii, Irlandii, Wielkiej Brytanii, Francji, Belgii, Holandii, Niemiec, Szwajcarii, Austrii, Włoch, Danii, Szwecji, Estonii, Litwy, Polski, Czech, Słowacji, Węgier, Bośni i Hercegowiny, Albanii i Grecji. W Afryce Północnej notowany jest z Algierii. Poza tym wykazany został z Gruzji, Kaszmiru i nearktycznej Ameryki Północnej.
Na „Czerwonej liście gatunków zagrożonych Republiki Czeskiej” umieszczony jest jako gatunek narażony na wymarcie (VU).